# Kebayoran Lama
Kebayoran Lama è un sottodistretto (in indonesiano: kecamatan) di Giacarta Meridionale, che a sua volta è una suddivisione di Giacarta, la capitale dell'Indonesia.

## Suddivisioni
Il sottodistretto è suddiviso in sei villaggi amministrativi (in indonesiano: kelurahan):
- Grogol Utara
- Grogol Setalan
- Cipulir
- Kebayoran Lama Utara
- Kebayoran Lama Selatan
- Pondok Pinang